# Alexander Robert Reinagle
Alexander Robert Reinagle (Brighton, Anglaterra, 21 d'agost, 1799 - Kidlington, Oxfordshire, Anglaterra, 6 d'abril, 1877), fou compositor anglès.
Reinagle va ser l'organista a St. Peter's a Oxford, Anglaterra, 1822-1853, el seu oncle, Alexander i el seu pare Joseph també van ser músics. Alexander va ser un director d'orquestra, compositor i professor a Baltimore i Filadèlfia i Joseph fou compositor i violoncel·lista, i aquest a diferències del seu germà Alexander no es va moure d'Anglaterra.
Les seves obres inclouen:
- Psalm Tunes for the Voice and the Pianoforte, 1830, en la qual hi apareix la melodia St. Peter, molt utilitzat i inclòs en la majoria de col·leccions de les esglésies de les acaballes del segle xix.[1]

## Música
- Beati Immaculati
- Sant Pere
- Ben Rhydding